# Silas (ur. 1965)
Silas, właśc. Paulo Silas do Prado Pereira (ur. 27 sierpnia 1965 w Campinas) – brazylijski piłkarz. Grał na MŚ 1986 i MŚ 1990. Występował w takich klubach jak: São Paulo Futebol Clube, Sporting CP, Central Montevideo, AC Cesena, UC Sampdoria, Sport Club Internacional, Club de Regatas Vasco da Gama, Kashiwa Reysol, San Lorenzo de Almagro, São Paulo Futebol Clube, Kyoto Purple Sanga, Clube Athletico Paranaense, Rio Branco Esporte Clube, América Futebol Clube (MG), Associação Portuguesa de Desportos i Internacional Limeira.